# Saint-Florent-sur-Cher
Saint-Florent-sur-Cher è un comune francese di 6 805 abitanti situato nel dipartimento del Cher, nella regione del Centro-Valle della Loira.

## Società

### Evoluzione demografica
Abitanti censiti